# Australian Open 2022 (turniej legend kobiet)
Australian Open 2022 – turniej legend kobiet – zawody deblowe legend kobiet, rozgrywane w ramach pierwszego w sezonie wielkoszlemowego turnieju tenisowego, Australian Open, które odbyły się po rocznej przerwie – edycja w 2021 roku nie została rozegrana. Przez zaostrzone restrykcje związane z pandemią COVID-19 zostały rozegrane tylko dwa mecze w dniach 22 i 24 stycznia na twardych kortach Melbourne Park w Melbourne. Turniej miał charakter tylko pokazowy.